# Atmosfera di Europa
L'atmosfera di Europa, uno dei satelliti maggiori di Giove, è composta prevalentemente da ossigeno molecolare (O2). La pressione superficiale corrisponde ad 0,1 μPa, cioè un valore 10−12 volte quello dell'atmosfera terrestre.

## Caratteristiche
Le osservazioni compiute dallo spettrografo ad alta risoluzione Goddard del Telescopio Spaziale Hubble nel 1995, rivelarono che Europa aveva un'atmosfera molto tenue, composta prevalentemente da ossigeno molecolare (O2). La pressione superficiale su Europa equivale a 0,1 μPa, cioè un valore 10−12 volte quello dell'atmosfera terrestre. Questo significa che a temperatura e pressione corrispondenti a quelle dell'atmosfera terrestre a livello del mare, l'ossigeno presente su Europa sarebbe sufficiente per riempire all'incirca una dozzina di stadi coperti. Nel 1997, la sonda Galileo confermò la presenza di una tenue ionosfera attorno ad Europa creata dalle radiazioni solari e dalle particelle altamente energetiche provenienti dalla magnetosfera di Giove confermando così la presenza di una atmosfera.
A differenza dell'ossigeno dell'atmosfera terrestre, l'ossigeno molecolare dell'atmosfera di Europa non è di origine biologica, ma è provocato dalla radiolisi, cioè la dissociazione delle molecole causata dalle radiazioni. Le particelle cariche (ioni ed elettroni) provenienti dalla magnetosfera di Giove, collidono con la superficie ghiacciata del satellite causando la scomposizione del ghiaccio superficiale nei suoi costituenti idrogeno e ossigeno. L'idrogeno, che è più leggero, riesce a vincere l'attrazione gravitazionale del satellite e viene disperso nello spazio. L'ossigeno invece, più denso e pesante, rimane più a lungo nell'atmosfera anche perché non congela a contatto della superficie come fanno invece l'acqua o il perossido di idrogeno (acqua ossigenata) e rientra quindi in ciclo nell'atmosfera.
Osservazioni della superficie hanno rivelato che una parte dell'ossigeno molecolare prodotto per radiolisi non viene strappato dalla superficie e pertanto può interagire con l'oceano ghiacciato, che si suppone presente appena sotto la crosta a causa dell'effetto di riscaldamento mareale esercitato dall'attrazione del pianeta; questo ossigeno potrebbe anche interagire con l'acqua dell'oceano sottostante e prendere parte a qualche processo biologico. Uno studio basato sull'età del ghiaccio superficiale di Europa, stimata in 500 milioni di anni, ritiene che la subduzione di questo ossigeno nell'oceano sottostante potrebbe aver dato luogo a una concentrazione di ossigeno libero paragonabile a quella delle profondità oceaniche terrestri.
L'idrogeno molecolare sfuggito alla gravità del satellite, assieme all'ossigeno atomico e neutro, va a formare un anello toroidale di gas attorno al satellite. Questa nube di gas è stata rilevata sia dalla sonda Cassini che dalla Galileo e ha un contenuto di molecole superiore a quello della nube di Io, l'altro satellite interno di Giove. In base ai calcoli, tutte le molecole di questo anello toroidale dovrebbero essere ionizzate, fornendo così un supporto al plasma magnetosferico di Giove.